# Yarnfield and Cold Meece
Yarnfield and Cold Meece är en civil parish i Stafford distrikt i Staffordshire grevskap i England, 10,9 km 
från Stafford. Den bildades den 1 april 2019.